# Funció característica (teoria de la probabilitat)
En teoria de la probabilitat, la funció característica d'una variable aleatòria real és una eina matemàtica que proporciona informació completa sobre la distribució de probabilitat de la variable aleatòria i sovint en facilita l'estudi. A més, amb les funcions característiques es disposa, gràcies al teorema de continuïtat de Lévy, d'un mètode senzill i potent per estudiar la convergència en distribució d'una successió de variables aleatòries.
Donada una variable aleatòria real {\displaystyle X:\Omega \to \mathbb {R} } definida sobre un espai de probabilitat {\displaystyle (\Omega ,\,{\mathcal {B}},\,\mathbb {P} )}, la seva funció característica és la funció
{\displaystyle \varphi _{X}:\mathbb {R} \to \mathbb {C} } (és a dir de valors complexos)
definida, per a tot real t, per la relació següent (on {\displaystyle i\in \mathbb {C} }, {\displaystyle i^{2}=-1} i {\displaystyle \operatorname {E} (\cdot )} denota l'operador esperança):

## Expressions de la funció característica

### Expressions integrals generals
Per definició de {\displaystyle \varphi _{X}} :
{\displaystyle \forall \,t\in \mathbb {R} ,\,\varphi _{X}(t)=\int _{\Omega }\mathrm {e} ^{i\,t\,X}\,d\mathbb {P} =\int _{\Omega }\cos(t\,X)\,d\mathbb {P} \,+\,i\,\int _{\Omega }\sin(t\,X)\,d\mathbb {P} \;\;\,\qquad \qquad \qquad \quad (1)}
Denotant per {\displaystyle \mathbb {P} _{X}} la distribució de probabilitat de la variable aleatòria X:
{\displaystyle \forall \,t\in \mathbb {R} ,\,\varphi _{X}(t)=\int _{\mathbb {R} }\mathrm {e} ^{i\,t\,x}\,d\mathbb {P} _{X}(x)=\int _{\mathbb {R} }\cos(t\,X)\,d\mathbb {P} _{X}(x)\,+\,i\,\int _{\mathbb {R} }\sin(t\,X)\,d\mathbb {P} _{X}(x)\qquad (2)}
(segons el teorema de la mesura imatge)
Remarques:
- es tracta aquí d'integrals de Lebesgue;

- la definició (1) té sentit perquè per a tot real t, la variable aleatòria complexa

{\displaystyle \mathrm {e} ^{i\,t\,X}=\cos \,(t\,X)+i\,\sin \,(t\,X)}
és fitada (té mòdul 1) i, per tant, és integrable respecte a la mesura de probabilitat {\displaystyle \mathbb {P} } ;
- l'equació (2) significa que la funció característica d'una variable aleatòria real X és la transformada de Fourier de la seva distribució de probabilitat {\displaystyle \mathbb {P} _{X}}, mesura de probabilitat sobre l'espai mesurable (o probabilitzable) {\displaystyle (\mathbb {R} ,\,{\mathcal {B}}_{\mathbb {R} })}, on {\displaystyle {\mathcal {B}}_{\mathbb {R} }} és la sigma-àlgebra de Borel de {\displaystyle \mathbb {R} .}

### Casos particulars importants
- Quan X és discreta, amb valors {\displaystyle x_{k}} tals que per a tot k, {\displaystyle \mathbb {P} (X=x_{k})=p_{k}} aleshores:

{\displaystyle \forall \,t\in \mathbb {R} ,\,\varphi _{X}(t)=\sum _{k}\mathrm {e} ^{i\,t\,x_{k}}\,p_{k}}
(suma finita o sèrie absolutament convergent)
- Quan X és absolutament contínua, amb funció de densitat de probabilitat {\displaystyle f_{X}} aleshores:

{\displaystyle \forall \,t\in \mathbb {R} ,\,\varphi _{X}(t)=\int _{-\infty }^{+\infty }\mathrm {e} ^{i\,t\,x}\,f_{X}(x)\,dx}
(integral de Lebesgue; en els casos usuals coincideix amb la integral de Riemann)

## Propietats elementals
La funció característica d'una variable aleatòria real X:
- compleix la relació:

{\displaystyle \varphi _{X}(0)=1}
- és fitada:

{\displaystyle \forall \,t\in \mathbb {R} ,\,|\varphi _{X}(t)|\leq 1}
- és uniformement contínua en {\displaystyle \mathbb {R} }

- és hermítica:

{\displaystyle \forall \,t\in \mathbb {R} ,\,\varphi _{X}(-t)={\overline {\varphi _{X}(t)}}} (on {\displaystyle {\overline {z}}} és el conjugat del nombre complex z)
- compleix la identitat:

{\displaystyle \forall \,a\in \mathbb {R} ,\,\forall \,b\in \mathbb {R} ,\,\forall \,t\in \mathbb {R} ,\,\varphi _{a\,X+b\,}(t)=\mathrm {e} ^{i\,b\,t}\,\varphi _{X}(a\,t)}
i en particular : {\displaystyle \forall \,t\in \mathbb {R} ,\,\varphi _{-X\,}(t)=\varphi _{X}(-t)={\overline {\varphi _{X}(t)}}};
per tant si {\displaystyle X} i {\displaystyle -X} tenen la mateixa distribució (dita simètrica), la funció {\displaystyle \varphi _{X}} és parella amb valors reals
(la tercera propietat es dedueix del teorema de convergència dominada; les altres són immediates)

## Exemples clàssics

### Distribució degenerada
Si la variable aleatòria X segueix la distribució degenerada de valor {\displaystyle \mu } (és a dir: {\displaystyle \mathbb {P} (X=\mu )=1}; X és constant quasi segurament) aleshores:
{\displaystyle \forall \,t\in \mathbb {R} ,\,\varphi _{X}(t)=\mathrm {e} ^{i\,t\,\mu }}

### Distribució binomial
Si la variable aleatòria X segueix la distribució binomial {\displaystyle {\mathcal {B}}(n,\,p)} (on {\displaystyle n\in \mathbb {N} ,\,p\in [0,\,1]}) aleshores:
{\displaystyle \forall \,t\in \mathbb {R} ,\,\varphi _{X}(t)=\sum _{k=0}^{n}\mathrm {e} ^{i\,t\,k}\,{n \choose k}\,p^{k}\,(1-p)^{n-k}=\sum _{k=0}^{n}{n \choose k}\,\left(p\,\mathrm {e} ^{i\,t}\right)^{k}\,(1-p)^{n-k}}
d'on es dedueix (fórmula del binomi de Newton):
{\displaystyle \forall \,t\in \mathbb {R} ,\,\varphi _{X}(t)=\left(p\,\mathrm {e} ^{i\,t}+1-p\right)^{n}}

#### Distribució de Bernoulli
En particular, si la variable aleatòria X segueix la distribució de Bernoulli {\displaystyle {\mathcal {B}}(1,\,p)} (on {\displaystyle \ p\in [0,\,1]}) aleshores:
{\displaystyle \forall \,t\in \mathbb {R} ,\,\varphi _{X}(t)=p\,\mathrm {e} ^{i\,t}+1-p}

### Distribució geomètrica
Si la variable aleatòria X segueix la distribució geomètrica {\displaystyle {\mathcal {G}}(p)} (on {\displaystyle p\in \,]0,\,1[}) aleshores:
{\displaystyle \forall \,t\in \mathbb {R} ,\,\varphi _{X}(t)=\sum _{k=1}^{+\infty }\mathrm {e} ^{i\,t\,k}\,p\,(1-p)^{k-1}=p\,\mathrm {e} ^{i\,t}\,\sum _{k=1}^{+\infty }\left[(1-p)\,\mathrm {e} ^{i\,t}\right]^{k-1}={\frac {p\,\mathrm {e} ^{i\,t}}{1-(1-p)\,\mathrm {e} ^{i\,t}}}}

### Distribució de Poisson
Si la variable aleatòria X segueix la distribució de Poisson {\displaystyle {\mathcal {P}}(\lambda )} (on {\displaystyle \lambda >0}) aleshores:
{\displaystyle \forall \,t\in \mathbb {R} ,\,\varphi _{X}(t)=\sum _{k=0}^{+\infty }\mathrm {e} ^{i\,t\,k}\,\mathrm {e} ^{-\lambda }\,{\frac {\lambda ^{k}}{k\,!}}=\mathrm {e} ^{-\lambda }\,\sum _{k=0}^{+\infty }{\frac {\left(\lambda \,\mathrm {e} ^{i\,t}\right)^{k}}{k\,!}}=\mathrm {e} ^{-\lambda }\,\mathrm {e} ^{\lambda \,\mathrm {e} ^{i\,t}}=\mathrm {e} ^{\lambda \,\left(\mathrm {e} ^{i\,t}-1\right)}}

### Distribució uniforme contínua
Si la variable aleatòria X segueix la distribució uniforme contínua {\displaystyle {\mathcal {U}}([a,\,b])} (on {\displaystyle \ a\in \mathbb {R} ,\,b\in \mathbb {R} } i a < b) aleshores:
{\displaystyle \forall \,t\in \mathbb {R} ,\,\varphi _{X}(t)=\int _{a}^{b}\mathrm {e} ^{i\,t\,x}\,{\frac {1}{b-a}}\,dx={\frac {\mathrm {e} ^{i\,t\,b}-\mathrm {e} ^{i\,t\,a}}{i\,(b-a)\,t}}} si {\displaystyle t\neq 0}, i {\displaystyle \varphi _{X}(0)=1}.
En particular, si X segueix la distribució {\displaystyle {\mathcal {U}}([-\alpha ,\,+\alpha ])} (on {\displaystyle \alpha >0}) aleshores:
{\displaystyle \forall \,t\in \mathbb {R} ,\,\varphi _{X}(t)={\frac {\sin(\alpha \,t)}{\alpha \,t}}} si {\displaystyle t\neq 0}, i {\displaystyle \varphi _{X}(0)=1}.

### Distribució exponencial
Si la variable aleatòria X segueix la distribució exponencial {\displaystyle {\mathcal {E}}(\lambda )} (on {\displaystyle \lambda >0}) aleshores:
{\displaystyle \forall \,t\in \mathbb {R} ,\,\varphi _{X}(t)=\int _{0}^{+\infty }\mathrm {e} ^{i\,t\,x}\,\lambda \,\mathrm {e} ^{-\lambda \,x}\,dx=\lambda \,\int _{0}^{+\infty }\mathrm {e} ^{-(\lambda -i\,t)\,x}\,dx={\frac {\lambda }{\lambda -i\,t}}}

### Distribució normal estàndard
Si la variable aleatòria X segueix la distribució normal estàndard {\displaystyle {\mathcal {N}}(0,\,1)} aleshores:
{\displaystyle \forall \,t\in \mathbb {R} ,\,\varphi _{X}(t)=\int _{-\infty }^{+\infty }\mathrm {e} ^{i\,t\,x}\,{\frac {1}{\sqrt {2\,\pi }}}\,\mathrm {e} ^{-{\frac {x^{2}}{2}}}\,dx=\mathrm {e} ^{-{\frac {t^{2}}{2}}}}

### Distribució de Laplace centrada en el 0
Si la variable X segueix la distribució de Laplace centrada en 0, 
{\displaystyle {\text{Laplace}}(0,b)}, amb {\displaystyle b>0} aleshores: 
{\displaystyle \forall \,t\in \mathbb {R} ,\,\varphi _{X}(t)={\frac {1}{2b}}\int _{-\infty }^{+\infty }\mathrm {e} ^{i\,t\,x}\mathrm {e} ^{-{\frac {\vert x\vert }{b}}}\,dx={\frac {1}{1+b^{2}t^{2}}}.}

### Distribució de Cauchy simètrica
Si la variable aleatòria X segueix la  distribució de Cauchy simètrica {\displaystyle {\mathcal {C}}(0,\,\gamma )} (on {\displaystyle \gamma >0}) aleshores:
{\displaystyle \forall \,t\in \mathbb {R} ,\,\varphi _{X}(t)=\int _{-\infty }^{+\infty }\mathrm {e} ^{i\,t\,x}\,{\frac {1}{\pi }}\,{\frac {\gamma }{x^{2}+\gamma ^{2}}}\,dx=\mathrm {e} ^{-\gamma \,|\,t\,|}}
Per demostrar-ho, es pot utilitzar el teorema dels residus (anàlisi complexa).

### Aplicacions

#### Cas de la distribució normal general
Sigui una variable aleatòria X amb distribució normal {\displaystyle {\mathcal {N}}(\mu ,\,\sigma ^{2})} (on {\displaystyle \mu \in \mathbb {R} ,\sigma >0}).
Aleshores:
{\displaystyle \forall \,t\in \mathbb {R} ,\,\varphi _{X}(t)=\mathrm {e} ^{i\,t\,\mu \,-{\frac {\sigma ^{2}\,t^{2}}{2}}}}.

#### Cas de la distribució de Cauchy general
Sigui una variable aleatòria X amb distribució de Cauchy {\displaystyle {\mathcal {C}}(m,\,\gamma )} (on {\displaystyle m\in \mathbb {R} ,\gamma >0}).
Aleshores:
{\displaystyle \forall \,t\in \mathbb {R} ,\,\varphi _{X}(t)=\mathrm {e} ^{i\,m\,t\,-\,\gamma \,|\,t\,|}}.

## Perquè la funció característica és anomenada així
Com el seu nom ho indica, la funció característica d'una variable aleatòria (real) en caracteritza la distribució de probabilitat: dues variables aleatòries segueixen la mateixa distribució si i només si tenen la mateixa funció característica: és el teorema d'unicitat (vegeu infra).
Per aquesta raó, la funció característica d'una variable aleatòria X també és anomenada funció característica de la distribució d'X. Per exemple, es pot parlar de la funció característica de la distribució normal.

### Fórmules d'inversió
Fórmula d'inversió general. Donada una variable aleatòria real X, es denota per {\displaystyle F_{X}} la seva funció de distribució. Per a tot parell {\displaystyle (a,\,b)} de punts de continuïtat de {\displaystyle F_{X}} es compleix la relació següent:
{\displaystyle F_{X}(b)-F_{X}(a)=\lim _{\tau \to +\infty }{\frac {1}{2\pi }}\int _{-\tau }^{+\tau }{\frac {\mathrm {e} ^{-i\,t\,a}-\mathrm {e} ^{-i\,t\,b}}{i\,t}}\,\varphi _{X}(t)\,dt}
Això és una variant probabilista del teorema d'inversió de la transformació de Fourier.
Quan la funció característica és integrable no cal fer el pas límit en la fórmula d'inversió i, a més, la variable aleatòria té funció de densitat que s'obté com la transformada de Fourier de la funció característica. Concretament, 
Fórmula de inversió per a funcions característiques integrables. Sigui {\displaystyle X} una variable aleatòria real amb funció característica {\displaystyle \varphi _{X}} tal que {\displaystyle \int _{-\infty }^{\infty }\vert \varphi _{X}(t)\vert \,dt<\infty .}Aleshores {\displaystyle X} té funció de densitat {\displaystyle f} donada per {\displaystyle f(x)={\frac {1}{2\pi }}\int _{-\infty }^{\infty }e^{-itx}\,\varphi _{X}(t)\,dt.}A més {\displaystyle f} és contínua i afitada.

Comentaris.
1. Sigui X una variable aleatòria amb distribució normal estàndard {\displaystyle {\mathcal {N}}(0,1)}. Segons hem vist, la seva funció característica és {\displaystyle \varphi (t)=e^{-t^{2}/2}}, que és integrable ja que {\displaystyle \int _{-\infty }^{\infty }{\big \vert }\varphi (t){\big \vert }\,dt=\int _{-\infty }^{\infty }e^{-{\frac {x^{2}}{2}}}\,dt={\sqrt {2\pi }}.}Per tant, per la fórmula d'inversió, {\displaystyle {\frac {1}{\sqrt {2\pi }}}e^{-{\frac {x^{2}}{2}}}={\frac {1}{2\pi }}\int _{-\infty }^{\infty }e^{-itx}e^{-{\frac {t^{2}}{2}}}\,dt.}
Aleshores, si definim la transformada de Fourier amb la constant normalitzadora {\displaystyle 1/{\sqrt {2\pi }}}, {\displaystyle {\hat {h}}(t)={\frac {1}{\sqrt {2\pi }}}\int _{-\infty }^{\ }e^{-itx}h(x)\,dx,}tindrem que la funció {\displaystyle g(x)=e^{-x^{2}/2}} és invariant per la transformada de Fourier: {\displaystyle {\hat {g}}=g.}

2. Hi ha moltes funcions de densitat que no són contínues o no són afitades, i llavors la seva funció característica no és integrable. Per exemple, la distribució exponencial de paràmetre {\displaystyle \lambda >0}, {\displaystyle {\mathcal {E}}(\lambda )}, té funció de densitat 
{\displaystyle f(x)=\left\{{\begin{matrix}\lambda e^{-\lambda x},&{\mbox{per a }}x\geq 0,\\\\0,&{\mbox{altrament.}}\end{matrix}}\right.}

Aquesta funció té una discontinuïtat en el punt 0. La seva funció característica és {\displaystyle \varphi (t)={\frac {\lambda }{\lambda -it}},} que té mòdul {\displaystyle {\bigg \vert }{\frac {\lambda }{\lambda -it}}{\bigg \vert }={\frac {\lambda }{\sqrt {\lambda ^{2}+t^{2}}}}.}Llavors,
{\displaystyle \int _{-\infty }^{\infty }\vert \varphi (t)\vert \,dt=\lambda \int _{-\infty }^{\infty }{\frac {1}{\sqrt {\lambda ^{2}+t^{2}}}}\,dt=\lambda \,{\Big [}\ln(t+{\sqrt {\lambda ^{2}+t^{2}}}){\Big ]}_{0}^{\infty }=\infty .}

### Teorema d'unicitat
El teorema d'inversió permet reconstruir (almenys en teoria) la funció de distribució d'una variable aleatòria a partir de la seva funció característica. Una conseqüència és l'important teorema d'unicitat:
Dues variables aleatòries reals són idènticament distribuïdes si i només si tenen la mateixa funció característica.

#### Utilització pràctica
El més sovint, el teorema d'unicitat s'utilitza de la manera següent per determinar la distribució de probabilitat d'una variable aleatòria real X: es calcula la funció característica {\displaystyle \varphi _{X}} i es reconeix la funció característica d'una distribució clàssica que és, per tant, la distribució d'X (per exemple, vegeu infra la prova de l'estabilitat d'algunes distribucions de probabilitat).

## Funció característica de la suma de variables aleatòries independents

### Suma de dues variables aleatòries independents
Donades dues variables aleatòries reals independents X i Y (definides sobre el mateix espai de probabilitat), es compleix la relació següent:
{\displaystyle \forall \,t\in \mathbb {R} ,\,\varphi _{X+Y}(t)=\varphi _{X}(t)\,\varphi _{Y}(t)}.
En efecte,
{\displaystyle \forall \,t\in \mathbb {R} ,\,\varphi _{X+Y}(t)=\operatorname {E} \left(\mathrm {e} ^{i\,t\,(X+Y)}\right)=\operatorname {E} \left(\mathrm {e} ^{i\,t\,X}\,\mathrm {e} ^{i\,t\,Y}\right)}.
Atès que X i Y són independents, també ho són, per a tot real t, les variables aleatòries {\displaystyle \mathrm {e} ^{i\,t\,X}} i {\displaystyle \mathrm {e} ^{i\,t\,Y}}; per tant:
{\displaystyle \forall \,t\in \mathbb {R} ,\,\varphi _{X+Y}(t)=\operatorname {E} \left(\mathrm {e} ^{i\,t\,X}\right)\operatorname {E} \left(\mathrm {e} ^{i\,t\,Y}\right)=\varphi _{X}(t)\,\varphi _{Y}(t)}.
Remarca: el recíproc és fals. Existeixen variables aleatòries no independents les funcions característiques de les quals compleixen aquesta relació. Heus aquí un exemple ben conegut: donada una variable aleatòria X amb distribució de Cauchy simètrica {\displaystyle {\mathcal {C}}(0,\,\gamma )} :
{\displaystyle \forall \,t\in \mathbb {R} ,\,\varphi _{X+X}(t)=\varphi _{2X}(t)=\varphi _{X}(2\,t)=\mathrm {e} ^{-2\,\gamma \,|\,t\,|}=\mathrm {e} ^{-\gamma \,|\,t\,|}\,\mathrm {e} ^{-\gamma \,|\,t\,|}=\varphi _{X}(t)\,\varphi _{X}(t)}
Però és clar que X i X no són independents.

### Generalització
Donades n variables aleatòries reals independents {\displaystyle X_{1},\,X_{2},\,\dots ,X_{n}} (definides sobre el mateix espai de probabilitat), es compleix la relació següent:
{\displaystyle \forall \,t\in \mathbb {R} ,\,\varphi _{X_{1}+\,\cdots \,+X_{n}}(t)=\prod _{k=1}^{n}\varphi _{X_{k}}(t)}
(per consegüent, el producte de funcions característiques també és una funció característica).
Se sap que la transformada de Fourier d'un producte de convolució és el producte ordinari de les transformades de Fourier.
Tenint en compte el teorema d'unicitat, la relació precedent s'interpreta així: si les variables aleatòries {\displaystyle X_{1},\,X_{2},\,\dots ,X_{n}} són independents, aleshores:
{\displaystyle \mathbb {P} _{X_{1}+\,\cdots \,+X_{n}}=\mathbb {P} _{X_{1}}\star \cdots \star \mathbb {P} _{X_{n}}} : la distribució de probabilitat de la suma és el producte de convolució de les distribucions dels termes.
Per determinar la distribució de la suma, els dos punts de vista (producte de convolució de les distribucions de probabilitat, producte ordinari de les funcions característiques) són matemàticament equivalents. Tanmateix, el mètode de les funcions característiques és generalment més simple d'utilitzar.

### Aplicació: estabilitat d'algunes distribucions de probabilitat
Siguin n variables aleatòries reals independents {\displaystyle X_{1},\,X_{2},\,\dots ,X_{n}}.
- si per a tot k, {\displaystyle X_{k}} segueix la distribució binomial {\displaystyle {\mathcal {B}}(m_{k},\,p)}, aleshores {\displaystyle X_{1}+\cdots +X_{n}} segueix la distribució binomial {\displaystyle {\mathcal {B}}(m_{1}+\cdots +m_{n},\,p)}

- si per a tot k, {\displaystyle X_{k}} segueix la distribució de Poisson {\displaystyle {\mathcal {P}}(\lambda _{k})}, aleshores {\displaystyle X_{1}+\cdots +X_{n}} segueix la distribució de Poisson {\displaystyle {\mathcal {P}}(\lambda _{1}+\cdots +\lambda _{n})}

- si per a tot k, {\displaystyle X_{k}} segueix la distribució normal {\displaystyle {\mathcal {N}}(\mu _{k},\,\sigma _{k}^{2})}, aleshores {\displaystyle X_{1}+\cdots +X_{n}} segueix la distribució normal {\displaystyle {\mathcal {N}}(\mu _{1}+\cdots +\mu _{n},\,\sigma _{1}^{2}+\cdots +\sigma _{n}^{2})}

- si per a tot k, {\displaystyle X_{k}} segueix la distribució de Cauchy {\displaystyle {\mathcal {C}}(m_{k},\,\gamma _{k})}, aleshores {\displaystyle X_{1}+\cdots +X_{n}} segueix la distribució de Cauchy {\displaystyle {\mathcal {C}}(m_{1}+\cdots +m_{n},\,\gamma _{1}+\cdots +\gamma _{n})}

## Funció característica i moments
Sigui una variable aleatòria real X.

### Teorema directe
Si el moment d'ordre m d'X existeix (finit), aleshores:
- la funció característica {\displaystyle \varphi _{X}} és de classe {\displaystyle \operatorname {C} ^{m}} en {\displaystyle \mathbb {R} }

- {\displaystyle \forall \,k\in \{0,\dots ,m\},\,\operatorname {E} \left(X^{k}\right)=(-i)^{k}\,\varphi _{X}^{(k)}(0)}, i per tant:

- {\displaystyle \forall \,t\in \mathbb {R} ,\,\varphi _{X}(t)=\left(\sum _{k=0}^{m}{\frac {i^{k}\,\operatorname {E} (X^{k})}{k\,!}}\,t^{k}\right)+t^{m}\,\varepsilon _{m}(t)}, on {\displaystyle \varepsilon _{m}(t)\to 0{\text{ quan }}t\to 0}.

### Recíproc (parcial)
Si {\displaystyle \varphi _{X}} és m vegades derivable en el punt 0, aleshores:
- per a tot natural k tal que {\displaystyle \ 2\,k\leq m} el moment d'ordre k d'X existeix i:

- {\displaystyle \operatorname {E} \left(X^{k}\right)=(-i)^{k}\,\varphi _{X}^{(k)}(0)}

En particular, si {\displaystyle \varphi _{X}} és infinitament derivable en el punt 0, aleshores tots els moments d'X existeixen.

### Exemple
Si la variable aleatòria X segueix la distribució de Poisson {\displaystyle {\mathcal {P}}(\lambda )}, la seva funció característica és infinitament derivable en {\displaystyle \mathbb {R} } : tots els moments d'X existeixen. Es comprova fàcilment que:
{\displaystyle \varphi '_{X}(0)=\lambda \,i{\text{; }}\varphi ''_{X}(0)=-\lambda -\lambda ^{2}}.
Per tant:
{\displaystyle \operatorname {E} (X)=-i\,\varphi '_{X}(0)=\lambda }, {\displaystyle \operatorname {E} (X^{2})=-\varphi ''_{X}(0)=\lambda +\lambda ^{2}}, i {\displaystyle \operatorname {Var} (X)=\operatorname {E} (X^{2})-\left[\operatorname {E} (X)\right]^{2}=\lambda }
(també es poden calcular directament com a sumes de sèries convergents).

## Teorema de continuïtat de Lévy
Aquest teorema permet estudiar la convergència en distribució de les successions de variables aleatòries per mitjà de la convergència puntual de les seves funcions característiques.

### Enunciat
Una successió {\displaystyle \left(X_{n}\right)_{n\,\in \,\mathbb {N} }} de variables aleatòries reals convergeix en distribució cap a una variable aleatòria real X si i només si:
{\displaystyle \forall \,t\in \mathbb {R} ,\varphi _{X_{n}}(t)\to \varphi (t)} quan {\displaystyle n\to +\infty }, on
{\displaystyle \varphi :\mathbb {R} \to \mathbb {C} } és una funció contínua en el punt 0.
En aquest cas, {\displaystyle \varphi } és la funció característica d'X.

### Versió més simple
Una successió {\displaystyle \left(X_{n}\right)_{n\,\in \,\mathbb {N} }} de variables aleatòries reals convergeix en distribució cap a una variable aleatòria real X si i només si:
{\displaystyle \forall \,t\in \mathbb {R} ,\varphi _{X_{n}}(t)\to \varphi _{X}(t)} quan {\displaystyle n\to +\infty }.
La segona versió exigeix que sigui coneguda per endavant la distribució límit.

### Utilitzacions
Heus aquí unes quantes aplicacions clàssiques del teorema de continuïtat de Lévy.

#### Teorema del límit central
Una aplicació clàssica del teorema de continuïtat de Lévy és la prova del teorema del límit central.

#### Teorema de convergència de Poisson
Una segona aplicació clàssica és la prova del teorema de convergència de Poisson:
Sigui una successió real {\displaystyle \left(\lambda _{n}\right)_{n\,\in \,\mathbb {N} ^{\ast }}} tal que {\displaystyle \lim _{n\to +\infty }\lambda _{n}=\lambda } (on {\displaystyle \ \lambda >0}) i per a tot n, {\displaystyle 0\leq \lambda _{n}\leq n}.
Si per a tot n, la variable aleatòria {\displaystyle X_{n}} segueix la distribució binomial {\displaystyle {\mathcal {B}}\left(n,\,{\frac {\lambda _{n}}{n}}\right)}, aleshores la successió {\displaystyle \left(X_{n}\right)_{n\,\in \,\mathbb {N} ^{\ast }}} convergeix en distribució cap a una variable aleatòria X amb distribució {\displaystyle {\mathcal {P}}(\lambda )}.

#### Llei feble dels grans nombres
Una tercera aplicació clàssica és la prova de la llei feble dels grans nombres per a variables aleatòries integrables (és a dir amb esperança finita) i independents. S'enuncia així:
Donada una successió {\displaystyle (X_{n})_{\,n\,\in \,\mathbb {N} ^{\ast }}} de variables aleatòries reals (definides sobre el mateix espai de probabilitat) independents i idènticament distribuïdes (abreujadament i.i.d), amb esperança finita, es posa: {\displaystyle \mu =\operatorname {E} (X_{n})}.
Si es defineix per a tot n:
{\displaystyle {\overline {X_{n}}}={\frac {X_{1}+\cdots +X_{n}}{n}}={\frac {S_{n}}{n}}}, on {\displaystyle S_{n}=X_{1}+\cdots +X_{n}},
aleshores la successió {\displaystyle {\Big (}{\overline {X_{n}}}{\Big )}_{\,n\,\in \,\mathbb {N} ^{\ast }}} convergeix en distribució cap a la constant {\displaystyle \mu }.
Remarca: se sap que la convergència en distribució cap a una constant equival a la convergència en probabilitat cap a la mateixa constant.

## Cas multidimensional
Sigui {\displaystyle {\boldsymbol {X}}=(X_{1},\dots ,X_{d})} un vector aleatori de dimensió {\displaystyle d}, és a dir, una aplicació {\displaystyle {\boldsymbol {X}}=(X_{1},\dots ,X_{d}):\Omega \to \mathbb {R} ^{d}} tal que cada component {\displaystyle X_{j},\ j=1,\dots ,d} és una variable aleatòria. La seva funció característica és l'aplicació {\displaystyle \varphi _{\boldsymbol {X}}:\mathbb {R} ^{d}\to \mathbb {C} } definida per {\displaystyle \varphi _{\boldsymbol {X}}(t_{1},\dots ,t_{d})=E[e^{i(t_{1}X_{1}+\cdots +t_{d}X_{d})}],\quad (t_{1},\dots ,t_{d})\in \mathbb {R} ^{d}.}Amb notació vectorial, si designem per {\textstyle <{\boldsymbol {s}},{\boldsymbol {t}}>=\sum _{j=1}^{d}s_{j}t_{j}} el producte escalar ordinari de dos vectors {\displaystyle {\boldsymbol {s}}=(s_{1},\dots ,s_{d})\ {\text{i}}\ {\boldsymbol {t}}=(t_{1},\dots ,t_{d})}, {\displaystyle \varphi _{\boldsymbol {X}}({\boldsymbol {t}})=E[e^{i\,<{\boldsymbol {t}},{\boldsymbol {X}}>}],\quad {\boldsymbol {t}}\in \mathbb {R} ^{d}.}Quan no hi hagi confusió, escriurem {\displaystyle \varphi } en lloc de {\displaystyle \varphi _{\boldsymbol {X}}}.

### Càlcul de la funció característica

#### Cas discret
Sigui {\displaystyle {\boldsymbol {X}}=(X_{1},\dots ,X_{d})} un vector aleatori discret amb funció de probabilitat {\displaystyle p_{\boldsymbol {X}}(x_{1},\dots ,x_{d})}. Aleshores la seva funció característica és{\displaystyle \varphi _{\boldsymbol {X}}(t_{1},\dots ,t_{d})=\sum _{x_{1},\dots ,x_{d}}e^{i(t_{1}x_{1}+\cdots +t_{d}x_{d})}\,p_{\boldsymbol {X}}(x_{1},\dots ,x_{d}),\quad (t_{1},\dots ,t_{d})\in \mathbb {R} ^{d}.}

#### Cas absolutament continu
Si {\displaystyle {\boldsymbol {X}}=(X_{1},\dots ,X_{d})} és un vector aleatori amb funció de densitat {\displaystyle f_{\boldsymbol {X}}(x_{1},\dots ,x_{d})}. Aleshores la seva funció característica és
{\displaystyle \varphi _{\boldsymbol {X}}(t_{1},\dots ,t_{d})=\int _{-\infty }^{\infty }\cdots \int _{-\infty }^{\infty }e^{i(t_{1}x_{1}+\cdots +t_{d}x_{d})}\,f_{\boldsymbol {X}}(x_{1},\dots ,x_{d})\,dx_{1}\cdots dx_{d},\quad (t_{1},\dots ,t_{d})\in \mathbb {R} ^{d}.}

### Propietats
Les propietats de les funcions característiques unidimensionals es trasllades al cas vectorial. Les següents propietats es troben a Sato; per a les demostracions completes vegeu Cuppens.
- {\displaystyle \varphi ({\boldsymbol {0}})=1}, on {\displaystyle {\boldsymbol {0}}=(0,\dots ,0)} .
- {\displaystyle \vert \varphi ({\boldsymbol {t}})\vert \leq 1,\quad \forall {\boldsymbol {t}}\in \mathbb {R} ^{d}} .
- la funció {\displaystyle \varphi } és uniformement contínua.
- La funció {\displaystyle \varphi } és hermítica: {\displaystyle \varphi (-{\boldsymbol {t}})={\overline {\varphi ({\boldsymbol {t}})}}.}
- En aquesta propietat és convenient escriure tots els vectors en columna, tal com és habitual en Àlgebra lineal. Designarem per {\displaystyle {\boldsymbol {U}}'} la transposada d'una matriu (o vector) {\displaystyle {\boldsymbol {U}}}. Sigui {\displaystyle {\boldsymbol {X}}=(X_{1},\dots ,X_{d})'} un vector aleatori, {\displaystyle {\boldsymbol {b}}=(b_{1},\dots ,b_{k})'} un vector d'escalars i {\displaystyle {\boldsymbol {A}}} una matriu {\displaystyle k\times d}. Definim{\displaystyle {\boldsymbol {Y}}={\boldsymbol {A\,X}}+{\boldsymbol {b}}.}Aleshores, {\displaystyle \varphi _{\boldsymbol {Y}}({\boldsymbol {t}})=e^{i\,<{\boldsymbol {t}},{\boldsymbol {b}}>}\,\varphi _{\boldsymbol {X}}({\boldsymbol {A't}})=e^{i\,{\boldsymbol {t}}'{\boldsymbol {b}}}\,\varphi _{\boldsymbol {X}}({\boldsymbol {A't}}),\quad {\boldsymbol {t}}=(t_{1},\dots ,t_{k})'\in \mathbb {R} ^{k}.}
- Teorema d'inversió. Necessitem algunes notacions: Recordem que un conjunt {\displaystyle B\in {\mathcal {B}}(\mathbb {R} ^{d})}, on {\displaystyle {\mathcal {B}}(\mathbb {R} ^{d})} és la {\displaystyle \sigma }-àlgebra de Borel sobre {\displaystyle \mathbb {R} ^{d}}, es diu que és un conjunt de continuïtat de (la distribució de) {\displaystyle {\boldsymbol {X}}} si {\displaystyle P(X\in \partial B)=0}, on {\displaystyle \partial B} és la frontera de {\displaystyle B}. Donats dos vectors, {\displaystyle {\boldsymbol {a}}=(a_{1},\dots ,a_{d})\ {\text{i}}\ {\boldsymbol {b}}=(b_{1},\dots ,b_{d})} escriurem {\displaystyle {\boldsymbol {a}}<{\boldsymbol {b}}} (respectivament {\displaystyle {\boldsymbol {a}}\leq {\boldsymbol {b}}}) si {\displaystyle a_{j}<b_{j},\ j=1,\dots ,d} (respectivament {\displaystyle a_{j}\leq b_{j},\ j=1,\dots ,d}). Si {\displaystyle {\boldsymbol {a}}\leq {\boldsymbol {b}}} designarem per {\displaystyle ({\boldsymbol {a}},{\boldsymbol {b}})} el conjunt {\displaystyle ({\boldsymbol {a}},{\boldsymbol {b}})=\{{\boldsymbol {x}}\in \mathbb {R} ^{d}:\ {\boldsymbol {a}}<{\boldsymbol {x}}<{\boldsymbol {b}}\}} ; de manera anàloga es defineix {\displaystyle [{\boldsymbol {a}},{\boldsymbol {b}}]}. Si {\displaystyle ({\boldsymbol {a}},{\boldsymbol {b}})} és un conjunt de continuïtat de {\displaystyle {\boldsymbol {X}}}, aleshores

{\displaystyle P{\big (}X\in ({\boldsymbol {a}},{\boldsymbol {b}}){\big )}={\frac {1}{(2\pi )^{d}}}\lim _{\tau _{1}\to \infty }\cdots \lim _{\tau _{d}\to \infty }\int _{-\tau _{1}}^{\tau _{1}}\cdots \int _{-\tau _{d}}^{\tau _{d}}\prod _{j=1}^{d}{\frac {e^{-it_{j}a_{j}}-e^{it_{j}b_{j}}}{it_{j}}}\,\varphi (t_{1},\dots ,t_{d})\,dt_{1}\cdots dt_{d}.}
- Teorema d'unicitat. si {\displaystyle {\boldsymbol {X}}} i {\displaystyle {\boldsymbol {Y}}} són dos vectors aleatoris, amb funcions característiques {\displaystyle \varphi _{\boldsymbol {X}}} i {\displaystyle \varphi _{\boldsymbol {Y}}} respectivament, tals que{\displaystyle \varphi _{\boldsymbol {X}}({\boldsymbol {t}})=\varphi _{\boldsymbol {Y}}({\boldsymbol {t}}),\quad \forall {\boldsymbol {t}}\in \mathbb {R} ^{d},}aleshores {\displaystyle {\boldsymbol {X}}} i {\displaystyle {\boldsymbol {Y}}} tenen la mateixa distribució. Evidentment, el recíproc també és cert.
- Funció característica i independència. Les variables aleatòries {\displaystyle (X_{1},\dots ,X_{k})} són independents si i només si {\displaystyle \varphi _{(X_{1},\dots ,X_{k})}(t_{1},\dots ,t_{k})=\varphi _{X_{1}}(t_{1})\cdots \varphi _{X_{k}}(t_{k}),\quad \forall t_{1},\dots ,t_{k}\in \mathbb {R} .}

Més generalment, els vectors aleatoris {\displaystyle d}-dimensionals {\displaystyle {\boldsymbol {X}}_{1},\dots ,{\boldsymbol {X}}_{k}} són independents si i només si {\displaystyle \varphi _{({\boldsymbol {X}}_{1},\dots ,{\boldsymbol {X}}_{k})}({\boldsymbol {t}}_{1},\dots ,{\boldsymbol {t}}_{k})=\varphi _{{\boldsymbol {X}}_{1}}({\boldsymbol {t}}_{1})\cdots \varphi _{{\boldsymbol {X}}_{k}}({\boldsymbol {t}}_{k}),\quad \forall {\boldsymbol {t}}_{1},\dots ,{\boldsymbol {t}}_{k}\in \mathbb {R} ^{d}.}
- Funció característica i suma de vectors aleatoris independents. Siguin {\displaystyle {\boldsymbol {X}}_{1},\dots ,{\boldsymbol {X}}_{k}} vectors aleatoris {\displaystyle d}-dimensionals independents i posem{\displaystyle {\boldsymbol {Y}}={\boldsymbol {X}}_{1}+\cdots +{\boldsymbol {X}}_{k}.}Aleshores {\displaystyle \varphi _{\boldsymbol {Y}}({\boldsymbol {t}})=\varphi _{{\boldsymbol {X}}_{1}}({\boldsymbol {t}})\cdots \varphi _{{\boldsymbol {X}}_{k}}({\boldsymbol {t}}),\quad \forall {\boldsymbol {t}}\in \mathbb {R} ^{d}.}
- Funció característica i moments. Recordem que es diu que un vector aleatori {\displaystyle {\boldsymbol {X}}=(X_{1},\dots ,X_{d})} té moment d'ordre {\displaystyle (n_{1},\dots ,n_{d})}, on {\displaystyle n_{1}\geq 0,\dots ,n_{d}\geq 0}, si {\displaystyle E{\big [}{\big \vert }X_{1}^{n_{1}}\cdots X_{d}^{n_{d}}{\big \vert }{\big ]}<\infty }, i, en aquest cas, es defineix el moment d'ordre {\displaystyle (n_{1},\dots ,n_{d})} per

{\displaystyle m_{(n_{1},\dots ,n_{d})}=E{\big [}X_{1}^{n_{1}}\cdots X_{d}^{n_{d}}{\big ]}.} Si el vector aleatori {\displaystyle {\boldsymbol {X}}=(X_{1},\dots ,X_{d})} compleix que {\displaystyle E{\big [}\Vert {\boldsymbol {X}}\Vert ^{m}{\big ]}<\infty }, on {\textstyle \Vert {\boldsymbol {x}}\Vert ={\sqrt {\sum _{j=1}^{d}x_{j}^{2}}}} és la norma d'un vector {\displaystyle {\boldsymbol {x}}}, aleshores la funció característica {\displaystyle \varphi } és de classe {\displaystyle {\mathcal {C}}^{m}} i per a qualsevol {\displaystyle n_{1},\dots ,n_{d}\geq 0}, amb {\displaystyle \sum _{j=1}^{d}n_{j}\leq m} ,{\displaystyle E(X_{1}^{n_{1}}\cdots X_{k}^{n_{d}})={\frac {1}{i^{n_{1}+\cdots +n_{d}}}}\,{\frac {\partial ^{n_{1}+\cdots +n_{d}}}{\partial t_{1}^{n_{1}}\cdots \partial t_{k}^{n_{d}}}}\,\varphi (t_{1}\dots ,t_{d}){\Big \vert }_{t_{1}=0,\dots ,t_{d}=0}.}Recíprocament, si la funció característica {\displaystyle \varphi } és de classe {\displaystyle {\mathcal {C}}^{m}}per a {\displaystyle m} parell, aleshores el vector {\displaystyle {\boldsymbol {X}}} té moments d'ordre {\displaystyle (n_{1},\dots ,n_{d})} per qualsevol {\displaystyle n_{1},\dots ,n_{d}\geq 0}, amb {\displaystyle \sum _{j=1}^{d}n_{j}\leq m}.
- Funció característica i convergència en distribució. Sigui {\displaystyle ({\boldsymbol {X}}_{n})_{n\in \mathbb {N} }} una successió de vectors aleatoris {\displaystyle d}-dimensionals. Designem per {\displaystyle \varphi _{{\boldsymbol {X}}_{n}}} la funció característica del vector {\displaystyle {\boldsymbol {X}}_{n}}. Aleshores la successió convergeix en distribució a un vector aleatori {\displaystyle {\boldsymbol {X}}} si i només si {\displaystyle \forall {\boldsymbol {t}}\in \mathbb {R} ^{d},\ \varphi _{{\boldsymbol {X}}_{n}}({\boldsymbol {t}})\to \phi ({\boldsymbol {t}}),\ {\text{quan}}\ n\to \infty ,}on {\displaystyle \phi :\mathbb {R} ^{d}\to \mathbb {C} } és una funció contínua en {\displaystyle {\boldsymbol {0}}}. En aquest cas, {\displaystyle \phi } és la funció característica de {\displaystyle {\boldsymbol {X}}}

### Exemples

#### Distribució multinomial
Considerem un experiment que pot tenir {\displaystyle d} resultats diferents, que designarem per {\displaystyle R_{1},\dots ,R_{d}}, amb probabilitats {\displaystyle p_{1},\dots ,p_{d}\in (0,1)}, {\displaystyle p_{1}+\cdots +p_{d}=1}. Fem {\displaystyle n} repeticions independents i denotem per {\displaystyle X_{1}} el nombre de vegades que obtenim el resultat {\displaystyle R_{1}}, per {\displaystyle X_{2}} el nombre de vegades que obtenim el resultat {\displaystyle R_{2}}, i així successivament. Aleshores la probabilitat d'obtenir {\displaystyle x_{1}} vegades el resultat {\displaystyle R_{1}}, {\displaystyle x_{2}} vegades el resultat {\displaystyle R_{2}}, etc. amb {\displaystyle x_{1}+\cdots +x_{n}=n} és{\displaystyle p_{(X_{1},\dots ,X_{d})}(x_{1},\dots ,x_{d})=P(X_{1}=x_{1},\dots ,X_{d}=x_{d})={\frac {n!}{x_{1}!\cdots x_{d}!}}\,p_{1}^{x_{1}}\cdots p_{d}^{x_{d}}.}
Es diu que el vector {\displaystyle {\boldsymbol {X}}=(X_{1},\dots ,X_{d})} segueix una distribució multinomial de paràmetres {\displaystyle n,p_{1},\dots ,p_{d}}, i s'escriu {\displaystyle {\boldsymbol {X}}\sim {\mathcal {M}}(n;p_{1},\dots ,p_{d})}. Cal notar que cada component {\displaystyle X_{j}} té una distribució binomial de paràmetres {\displaystyle n} i {\displaystyle p_{j}}, {\displaystyle X_{j}\sim B(n,p_{j})}. De fet, una distribució multinomial és una extensió de la distribució binomial quan hi ha més de dos resultats possibles. La funció característica del vector {\displaystyle {\boldsymbol {X}}=(X_{1},\dots ,X_{d})} és
{\displaystyle \varphi (t_{1},\dots ,t_{d})={\big (}p_{1}e^{it_{1}}+\cdots +p_{d}e^{it_{d}}{\big )}^{n},\ t_{1},\dots ,t_{d}\in \mathbb {R} .}
A partir d'aquesta funció característica podem calcular de manera senzilla {\displaystyle E[X_{1}X_{2}]}:
{\displaystyle {\frac {\partial ^{2}}{\partial t_{1}\partial t_{2}}}\varphi (t_{1},\dots ,t_{d})=-n(n-1)(p_{1}e^{it_{1}}+\cdots +p_{d}e^{it_{d}})^{n-2}p_{1}p_{2}e^{it_{1}}e^{it_{2}},}d'on {\displaystyle E(X_{1}X_{2})=n(n-1)p_{1}p_{2}.}

#### Distribució normal multivariant
Vegeu Anderson. En aquest exemple escriurem tots els vectors en columna. Un vector aleatori {\displaystyle {\boldsymbol {X}}=(X_{1},\dots ,X_{d})'} es diu que segueix una distribució normal {\displaystyle d}-dimensional {\displaystyle {\mathcal {N}}({\boldsymbol {0}},{\boldsymbol {I}}_{d})} on {\displaystyle {\boldsymbol {I}}_{d}} és la matriu identitat, si té funció de densitat{\displaystyle f(x_{1},\dots ,x_{d})={\frac {1}{(2\pi )^{d/2}}}\,e^{-(x_{1}^{2}+\cdots +x_{d}^{2})/2}.} Cal notar que les components del vector són independents, cadascuna amb una distribució normal estàndard {\displaystyle {\mathcal {N}}(0,1)}. La seva funció característica és
{\displaystyle \varphi _{\boldsymbol {X}}(t_{1},\dots ,t_{d})=e^{-(t_{1}^{2}+\cdots +t_{d}^{2})/2}=e^{-{\boldsymbol {t}}'{\boldsymbol {t}}/2},\ {\boldsymbol {t}}=(t_{1},\dots ,t_{d})^{\prime }\in \mathbb {R} ^{d}.}
Sigui {\displaystyle {\boldsymbol {\Sigma }}} una matriu {\displaystyle d\times d} definida positiva i {\displaystyle {\boldsymbol {\mu }}=(\mu _{1},\dots ,\mu _{d})^{\prime }}un vector d'escalars. La matriu {\displaystyle {\boldsymbol {\Sigma }}} té una matriu arrel quadrada {\displaystyle \Sigma ^{1/2}} definida positiva (i per tant simètrica) única, que compleix{\displaystyle {\big (}{\boldsymbol {\Sigma }}^{1/2}{\big )}^{2}={\boldsymbol {\Sigma }}}. Definim {\displaystyle {\boldsymbol {Y}}={\boldsymbol {\Sigma }}^{1/2}{\boldsymbol {X}}+{\boldsymbol {\mu }}.}Per la fórmula que hem vist abans, la funció característica de {\displaystyle {\boldsymbol {Y}}} serà, per {\displaystyle {\boldsymbol {t}}=(t_{1},\dots ,t_{d})'\in \mathbb {R} ^{d}}, {\displaystyle \varphi _{\boldsymbol {Y}}({\boldsymbol {t}})=e^{i\,{\boldsymbol {t}}'{\boldsymbol {\mu }}}\,\varphi _{\boldsymbol {X}}({\boldsymbol {\Sigma ^{1/2}t}})=e^{i\,{\boldsymbol {t}}'{\boldsymbol {\mu }}}\,e^{-(\Sigma ^{1/2}{\boldsymbol {t}})'\Sigma ^{1/2}{\boldsymbol {t}}/2}=e^{i\,{\boldsymbol {t}}'{\boldsymbol {\mu }}-{\boldsymbol {t}}'\Sigma {\boldsymbol {t}}/2}.}D'altra banda, atès que {\displaystyle {\text{E}}({\boldsymbol {X}})={\big (}{\text{E}}(X_{1}),\dots ,{\text{E}}(X_{d}){\big )}'={\boldsymbol {0}},}d'on{\displaystyle {\text{E}}({\boldsymbol {Y}})={\big (}{\text{E}}(Y_{1}),\dots ,{\text{E}}(Y_{d}){\big )}'=(\mu _{1},\dots ,\mu _{d})'={\boldsymbol {\mu }}.}I per les propietats de la matriu de variàncies-covariàncies, la matriu de variàncies-covariàncies del vector {\displaystyle {\boldsymbol {Y}}} serà: {\displaystyle {\boldsymbol {V}}({\boldsymbol {Y}})={\boldsymbol {\Sigma }}^{1/2}\,{\boldsymbol {V}}({\boldsymbol {Y}})\,{\boldsymbol {\Sigma }}^{1/2}={\boldsymbol {\Sigma }}.}S'escriu {\displaystyle {\boldsymbol {Y}}\sim {\mathcal {N}}({\boldsymbol {\mu }},{\boldsymbol {\Sigma }})}. Utilitzant la fórmula del canvi de variables per a vectors aleatoris amb densitat, podem calcular la funció de densitat de {\displaystyle {\boldsymbol {Y}}}, que és: {\displaystyle f_{\boldsymbol {Y}}(x_{1},\dots ,x_{d})={\frac {1}{(2\pi )^{d/2}{\sqrt {{\text{det}}\,{\boldsymbol {\Sigma }}}}}}\,e^{-({\boldsymbol {x}}-{\boldsymbol {\mu }})'{\boldsymbol {\Sigma }}^{-1}({\boldsymbol {x}}-{\boldsymbol {\mu }})/2},}on {\displaystyle {\text{det}}\,{\boldsymbol {\Sigma }}} és el determinant de la matriu {\displaystyle {\boldsymbol {\Sigma }}}.
En el cas que hem vist fins ara, la matriu de variàncies-covariàncies del vector normal multidimensional {\displaystyle {\boldsymbol {Y}}} era no singular, és a dir, {\displaystyle {\text{det}}\,{\boldsymbol {\Sigma }}>0}. Utilitzant la funció característica es pot definir un vector normal multidimensional de manera que inclogui el cas que la matriu de variàncies covariàncies sigui singular i que s'anomena vector normal multidimensional singular o degenerat ; aquest vector està concentrat en una varietat lineal (estricte) de {\displaystyle \mathbb {R} ^{d}} i no té funció de densitat. Específicament, sigui {\displaystyle {\boldsymbol {\Sigma }}} una matriu {\displaystyle d\times d} definida no negativa i {\displaystyle {\boldsymbol {\mu }}=(\mu _{1},\dots ,\mu _{d})^{\prime }}un vector d'escalars; un vector aleatori {\displaystyle {\boldsymbol {Y}}=(Y_{1},\dots ,Y_{d})'}, es diu que és normal multidimensional, i s'escriu {\displaystyle {\boldsymbol {Y}}\sim {\mathcal {N}}({\boldsymbol {\mu }},{\boldsymbol {\Sigma }})} si té funció característica {\displaystyle \varphi _{\boldsymbol {Y}}({\boldsymbol {t}})=e^{i\,{\boldsymbol {t}}'{\boldsymbol {\mu }}-{\boldsymbol {t}}'\Sigma {\boldsymbol {t}}/2}.}Quan {\displaystyle {\text{det}}\,{\boldsymbol {\Sigma }}=0} es diu que és un vector normal multidimensional singular; en aquest cas, també el vector d'esperances és {\displaystyle {\boldsymbol {\mu }}} i la matriu de variàncies és {\displaystyle {\boldsymbol {\Sigma }}}, però si el rang de {\displaystyle {\boldsymbol {\Sigma }}} és {\displaystyle r}, aleshores la distribució de {\displaystyle {\boldsymbol {Y}}} està concentrada en una varietat lineal de dimensió {\displaystyle r} i, per tant, no té funció de densitat.